# Легка атлетика на літніх Олімпійських іграх 2020
Змагання з легкої атлетики на літніх Олімпійських іграх 2020 були проведені в Японії.
Первісно, змагання мали проходити з 31 липня по 9 серпня 2020. Проте, з огляду на пандемію коронавірусу, вони були перенесені на наступний рік, з 30 липня до 8 серпня 2021.
Абсолютна більшість дисциплін (43 із 48) легкоатлетичної програми була проведена в Токіо на Національному стадіоні. Олімпійські чемпіони зі спортивної ходьби та марафонського бігу визначались на шосейних трасах. Первісно планувалось, що шосейні дисципліни як і стадіонні будуть проведені в Токіо. Проте, у жовтні 2019 Міжнародний олімпійський комітет анонсував плани перенести проведення шосейних дисциплін до Саппоро, міста у найпівнічнішій префектурі країни Хоккайдо, що більш ніж за 800 кілометрів на північ від Токіо. Головною метою такого кроку став намір забезпечити марафонцям та ходокам більш комфортні умови змагань, адже температура повітря в Саппоро наприкінці липня — на початку серпня за звичай на 5-6 градусів за Цельсієм нижча за відповідні показники у Токіо. Власне рішення про переведення було прийнято на початку грудня 2019.
Вперше в історії Олімпіад легкоатлетична програма включала змішану естафету 4×400 метрів, яка дебютувала на чемпіонатах світу у 2019.

## Місця змагань

### Стадіон
Усі дисципліни Ігор (крім марафонського бігу та спортивної ходьби) провели на Національному стадіоні, наново збудованій арені на місці розташування знесеного старого Національного стадіону, який приймав легкоатлетичні змагання на літніх Олімпійських іграх 1964. Стадіон розташований у Сіндзюку, що в східній частині Токіо. Його будівництво офіційно завершили 30 листопада 2019.

### Марафонська траса
До перенесення марафонських забігів до Саппоро планувалось, що старт та фініш марафонської дистанції загальною довжиною 42,195 км мали відбуватись на Національному стадіоні. Маршрут дистанції мав відрізнятись від прийнятого на Токійському марафоні та був прокладений через низку визначних пам'яток міста: Камінарімон, ворота монастиру Сенсо; Імператорський палац, резиденцію Імператора Японії; Ґіндза, столичний осередок комерції та розваг; Дзодзьодзі, буддистський храм з видом на Токійську вежу; міст Ніхонбасі в історичному центрі японської столиці.
У Саппоро місцем старту та фінішу марафонської дистанції був обраний парк «Одорі», розташований в центральній частині міста. Маршрут марафонської дистанції затверджувався поетапно. На початку грудня 2019 був затверджений маршрут першої частини дистанції — 20-кілометрової петлі, — прокладеної вулицями міста через низку місцевих пам'яток, включаючи мости через річку Тойогіра та будівлі Хоккайдоського університету. Друга частина дистанції (два 10-кілометрових кола) була затверджена ближче до кінця року. Старт та фініш був розташований біля телевежі Саппоро.

### Траса спортивної ходьби
До перенесення марафонських забігів до Саппоро планувалось, що місцем змагань зі спортивної ходьби буде територія садів навколо Імператорського палацу. Передбачалось, що чоловіки та жінки змагатимуться на 20-кілометровій дистанції по колу довжиною 1200 м. Дистанція 50 кілометрів у чоловіків була прокладена по колу довжиною 2200 м.
Після перенесення шосейних дисциплін до Саппоро, обидві дистанції спортивної ходьби були прокладені вздовж проспекту Екімае-дорі (англ. Sapporo Ekimae-dori Avenue), що біля парку «Одорі».
Змагання на 20-кілометровій дистанції проходили по колу довжиною 1 км, а на 50-кілометровій дистанції — по 2-кілометровому колу.
|                                |
| Японський національний стадіон |

|                                          |
| Парк Одорі (краєвид із телевежі Саппоро) |

|                                    |
| Міст Горогіра через річку Тойогіра |

|                      |
| Проспект Екімае-дорі |

## Умови допуску до участі
Остаточні умови допуску легкоатлетів та національних естафетних команд до участі в олімпійських дисциплінах були оприлюднені в травні 2020.

### Квоти учасників та вікові обмеження
| Максимальна кількість учасників у 48 дисциплінах (24 чоловічих, 23 жіночих та 1 змішаній) олімпійської програми була обмежена 1900 легкоатлетами. Для кожної чоловічої та жіночої індивідуальної дисципліни була також встановлена максимальна кількість учасників: - 80 — для марафонського бігу; - 60 — для кожної дисципліни спортивної ходьби; - 56 — для бігу на 100 та 200 метрів; - 48 — для бігу на 400 та 800 метрів; - 45 — для бігу на 1500 метрів та 3000 метрів з перешкодами; - 42 — для бігу на 5000 метрів; - 40 — для кожної дисципліни бар'єрного бігу; - 32 — для кожної стрибкової та метальної дисципліни; - 27 — для бігу на 10000 метрів; - 24 — для кожної дисципліни багатоборства. У кожній індивідуальній дисципліні кожна країна могла заявити до 3 атлетів. Квота на кожну естафетну дисципліну становила 16 команд. Одна країна могла заявити лише одну команду. | До участі в олімпійських легкоатлетичних змаганнях могли бути заявлені: - легкоатлети дорослої вікової категорії (2001 року народження або старші) — до будь-якої дисципліни; - легкоатлети юніорської вікової категорії (2002—2003 років народження) — до будь-якої дисципліни, крім марафонського бігу та спортивної ходьби на 50 кілометрів; - легкоатлети юнацької вікової категорії (2004—2005 років народження) — до будь-якої дисципліни, крім метань, багатоборств, бігу на 10000 метрів, марафонського бігу та спортивної ходьби. Спортсмени у віці до 16 років (2006 року народження або молодші) не мали права брати участь у олімпійських змаганнях з легкої атлетики. |

| Дисципліна    | Кваліфікаційний норматив | Кваліфікаційний норматив |
| Чоловіки      | Жінки                    |                          |
| ------------- | ------------------------ | ------------------------ |
| 100 м         | 10,05                    | 11,15                    |
| 200 м         | 20,24                    | 22,80                    |
| 400 м         | 44,90                    | 51,35                    |
| 800 м         | 1.45,20                  | 1.59,50                  |
| 1500 м        | 3.35,00                  | 4.04,20                  |
| 5000 м        | 13.13,50                 | 15.10,00                 |
| 100 м з/б     |                          | 12,84                    |
| 110 м з/б     | 13,32                    |                          |
| 400 м з/б     | 48,90                    | 55,40                    |
| 3000 м з/п    | 8.22,00                  | 9.30,00                  |
| Висота        | 2,33                     | 1,96                     |
| Жердина       | 5,80                     | 4,70                     |
| Довжина       | 8,22                     | 6,82                     |
| Потрійний     | 17,14                    | 14,32                    |
| Ядро          | 21,10                    | 18,50                    |
| Диск          | 66,00                    | 63,50                    |
| Молот         | 77,50                    | 72,50                    |
| Спис          | 85,00                    | 64,00                    |
| Семиборство   |                          | 6420                     |
| Десятиборство | 8350                     |                          |
| 10000 м       | 27.28,00                 | 31.25,00                 |
| Ходьба 20 км  | 1:21.00                  | 1:31.00                  |
| Ходьба 50 км  | 3:50.00                  |                          |
| Марафон       | 2:11.30                  | 2:29.30                  |

### Нормативи допуску
У разі дотримання вікового критерію, для заявки до участі в будь-якій олімпійській дисципліні (крім естафетної) базовим для кожного легкоатлета було виконання кваліфікаційного нормативу принаймні один раз упродовж встановленого кваліфікаційного періоду.
Країни, у яких жоден атлет не виконав кваліфікаційного нормативу, мали право заявити по одному чоловіку та жінці з найвищим рейтингом до однієї дисципліни олімпійської програми, за виключенням багатоборств, бігу на 10000 метрів та 3000 метрів з перешкодами.
Кваліфікаційний період для абсолютної більшості дисциплін включав два часові проміжки: 1 травня 2019 — 5 квітня 2020 та 1 грудня 2020 — 29 червня 2021. Для багатоборств, бігу на 10000 метрів, спортивної ходьби та марафонського бігу перший часовий проміжок був довший та розпочинався 1 січня 2019. Другий проміжок часу для виконання нормативу в спортивній ходьбі на 50 кілометрів та марафонському бігу закінчувався 31 травня 2021.
У марафонському бігу, до бігунів, які виконали кваліфікаційний норматив прирівнювались:
- перші десятеро у чоловіків та жінок за фінішним протоколом чемпіонату світу-2019;
- перші п'ятеро за фінішним протоколом на кожному марафонському забігу «золотої» категорії (англ. Gold Label) та перші десятеро на фініші марафонів серії «World Marathon Majors», проведених упродовж 1 січня 2019 — 5 квітня 2020;
- перші десятеро за фінішними протоколами марафонів «платинової» категорії (англ. Platinum Label) та переможці марафонів «золотої» категорії, проведених упродовж 1 грудня 2020 — 31 травня 2021.

Згідно з правилами, якщо за підсумками кваліфікаційного періоду кількість легкоатлетів, які виконали кваліфікаційний норматив у межах певної дисципліни, перевищувала встановлену для цієї дисципліни квоту учасників, то право подати заявку на участь отримували спортсмени з найкращими результатами в межах квоти.
Якщо ж атлетів з олімпійським нормативом було менше ніж місць у межах квоти, то до заповнення квоти у відповідній дисципліні атлети добирались за рейтингом, що визначався за їх найкращими результатами показаними у встановлений період, який дещо відрізнявся від кваліфікаційного періоду. Рейтинговий період для марафонського бігу та спортивної ходьби на 50 кілометрів включав два часові проміжки: 1 грудня 2018 — 5 квітня 2020 та 1 грудня 2020 — 31 травня 2021. Для бігу на 10000 метрів, спортивної ходьби на 20 кілометрів та багатоборських дисциплін рейтинговий період включав 1 січня 2019 — 5 квітня 2020 та 1 грудня 2020 — 29 червня 2021, а для всіх інших дисциплін: 30 червня 2019 — 5 квітня 2020 та 1 грудня 2020 — 29 червня 2021.
Перелік країн, які отримували право заявити власну команду в межах кожної олімпійської естафетної дисципліни, включав:
- країни, які посіли 1-8 місця у фінальних забігах естафетних дисциплін на чемпіонаті світу-2019;
- інші країни, які посіли 1-8 місця у фінальних забігах естафетних дисциплін на Світових легкоатлетичних естафетах-2021.

Якщо країни отримувала право на участь в естафетній дисципліні за обома критеріями вище, то на їх місце до заповнення квоти у відповідній дисципліні добирались інші країни за рейтингом виступів їх естафетних квартетів станом на 29 червня 2021. Для визначення рейтингу брався найкращий результат національної команди, показаний упродовж 1 січня 2019 — 5 квітня 2020 та 1 грудня 2020 — 29 червня 2021.

## Розклад
| К | Кваліфікація | П | Попередній раунд | З | Забіги | ½ | Півфінали | Ф | Фінал |

| 100 м         |   |   | П | З | ½ | Ф |   |   |   |   |   |   |   |   |   |   |  |  |   |  |
| 200 м         |   |   |   |   |   |   |   |   | З | ½ | Ф |   |   |   |   |   |  |  |   |  |
| 400 м         |   |   |   |   | З | ½ |   |   |   |   | Ф |   |   |   |   |   |  |  |   |  |
| 800 м         |   |   | З | ½ |   |   |   |   | Ф |   |   |   |   |   |   |   |  |  |   |  |
| 1500 м        |   |   |   |   |   |   |   |   | З |   |   | ½ |   |   | Ф |   |  |  |   |  |
| 5000 м        |   |   |   |   |   |   |   |   | З |   |   |   |   | Ф |   |   |  |  |   |  |
| 10000 м       | Ф |   |   |   |   |   |   |   |   |   |   |   |   |   |   |   |  |  |   |  |
| 110 м з/б     |   |   |   |   |   |   |   |   | З | ½ | Ф |   |   |   |   |   |  |  |   |  |
| 400 м з/б     | З |   |   | ½ |   |   | Ф |   |   |   |   |   |   |   |   |   |  |  |   |  |
| 3000 м з/п    | З |   |   |   |   | Ф |   |   |   |   |   |   |   |   |   |   |  |  |   |  |
| 4×100 м       |   |   |   |   |   |   |   |   |   |   |   |   | З | Ф |   |   |  |  |   |  |
| 4×400 м       |   |   |   |   |   |   |   |   |   |   |   |   |   |   | З | Ф |  |  |   |  |
|               |   |   |   |   |   |   |   |   |   |   |   |   |   |   |   |   |  |  |   |  |
| Марафон       |   |   |   |   |   |   |   |   |   |   |   |   |   |   |   |   |  |  | Ф |  |
| Ходьба 20 км  |   |   |   |   |   |   |   |   |   |   |   |   | Ф |   |   |   |  |  |   |  |
| Ходьба 50 км  |   |   |   |   |   |   |   |   |   |   |   |   |   |   | Ф |   |  |  |   |  |
|               |   |   |   |   |   |   |   |   |   |   |   |   |   |   |   |   |  |  |   |  |
| Висота        | К |   |   | Ф |   |   |   |   |   |   |   |   |   |   |   |   |  |  |   |  |
| Жердина       |   |   | К |   |   |   |   | Ф |   |   |   |   |   |   |   |   |  |  |   |  |
| Довжина       |   |   | К |   |   | Ф |   |   |   |   |   |   |   |   |   |   |  |  |   |  |
| Потрійний     |   |   |   |   |   |   |   |   | К |   |   | Ф |   |   |   |   |  |  |   |  |
| Ядро          |   |   |   |   |   |   |   |   | К |   |   | Ф |   |   |   |   |  |  |   |  |
| Диск          | К | Ф |   |   |   |   |   |   |   |   |   |   |   |   |   |   |  |  |   |  |
| Молот         |   |   |   |   |   |   | К |   |   | Ф |   |   |   |   |   |   |  |  |   |  |
| Спис          |   |   |   |   |   |   |   |   |   |   | К |   |   |   |   | Ф |  |  |   |  |
|               |   |   |   |   |   |   |   |   |   |   |   |   |   |   |   |   |  |  |   |  |
| Десятиборство |   |   |   |   |   |   |   |   |   |   | Ф |   |   |   |   |   |  |  |   |  |

| 100 м        | З | ½ | Ф |   |   |   |   |   |   |   |   |   |   |   |   |   |   |  |  |
| 200 м        |   |   |   |   |   |   | З | ½ | Ф |   |   |   |   |   |   |   |   |  |  |
| 400 м        |   |   |   |   |   |   |   |   | З | ½ |   |   | Ф |   |   |   |   |  |  |
| 800 м        | З | ½ |   |   |   |   | Ф |   |   |   |   |   |   |   |   |   |   |  |  |
| 1500 м       |   |   |   |   |   |   | З |   |   | ½ |   |   | Ф |   |   |   |   |  |  |
| 5000 м       | З |   |   |   |   | Ф |   |   |   |   |   |   |   |   |   |   |   |  |  |
| 10000 м      |   |   |   |   |   |   |   |   |   |   |   |   |   |   |   |   | Ф |  |  |
| 100 м з/б    |   |   | З | ½ | Ф |   |   |   |   |   |   |   |   |   |   |   |   |  |  |
| 400 м з/б    |   |   | З |   |   | ½ |   |   | Ф |   |   |   |   |   |   |   |   |  |  |
| 3000 м з/п   |   |   |   |   | З |   |   |   |   | Ф |   |   |   |   |   |   |   |  |  |
| 4×100 м      |   |   |   |   |   |   |   |   |   |   |   |   | З | Ф |   |   |   |  |  |
| 4×400 м      |   |   |   |   |   |   |   |   |   |   |   |   | З |   |   | Ф |   |  |  |
|              |   |   |   |   |   |   |   |   |   |   |   |   |   |   |   |   |   |  |  |
| Марафон      |   |   |   |   |   |   |   |   |   |   |   |   |   |   |   |   | Ф |  |  |
| Ходьба 20 км |   |   |   |   |   |   |   |   |   |   |   |   |   |   | Ф |   |   |  |  |
|              |   |   |   |   |   |   |   |   |   |   |   |   |   |   |   |   |   |  |  |
| Висота       |   |   |   |   |   |   |   |   |   |   |   |   | К |   |   | Ф |   |  |  |
| Жердина      |   |   |   |   |   |   | К |   |   |   |   | Ф |   |   |   |   |   |  |  |
| Довжина      |   |   |   |   | К |   |   | Ф |   |   |   |   |   |   |   |   |   |  |  |
| Потрійний    | К |   |   | Ф |   |   |   |   |   |   |   |   |   |   |   |   |   |  |  |
| Ядро         | К |   |   | Ф |   |   |   |   |   |   |   |   |   |   |   |   |   |  |  |
| Диск         |   |   | К |   |   | Ф |   |   |   |   |   |   |   |   |   |   |   |  |  |
| Молот        |   |   |   |   | К |   |   | Ф |   |   |   |   |   |   |   |   |   |  |  |
| Спис         |   |   |   |   |   |   |   |   | К |   |   |   |   | Ф |   |   |   |  |  |
|              |   |   |   |   |   |   |   |   |   |   |   |   |   |   |   |   |   |  |  |
| Семиборство  |   |   |   |   |   |   |   |   |   |   | Ф |   |   |   |   |   |   |  |  |

| 4×400 м | З | Ф |  |  |  |  |  |  |  |  |  |  |  |  |  |  |  |  |

## Призери

### Чоловіки
| Дисципліни                | Золото | Золото        | Срібло                                                                                                  | Срібло      | Бронза                                                                | Бронза      |
| ------------------------- | --- | ------------- | --- | ----------- | --------------------------------------------------------------------- | ----------- |
| 100 метрів                | Марселл Джейкобс · Італія | 9,80 AR       | Фред Керлі · США                                                                                        | 9,84 PB     | Андре де Грассе · Канада                                              | 9,89 PB     |
| 200 метрів                | Андре де Грассе · Канада | 19,62 NR      | Кеннет Беднарек · США                                                                                   | 19,68 PB    | Ноа Лайлс · США                                                       | 19,74 SB    |
| 400 метрів                | Стівен Гардінер · Багамські Острови | 43,85 SB      | Антоні Самбрано · Колумбія                                                                              | 44,08       | Кірані Джеймс · Гренада                                               | 44,19       |
| 800 метрів                | Еммануель Корір · Кенія | 1.45,06       | Фергюсон Ротіч · Кенія                                                                                  | 1.45,23     | Патрик Добек · Польща                                                 | 1.45,39     |
| 1500 метрів               | Якоб Інгебрігтсен · Норвегія | 3.28,32 OR AR | Тімоті Черуйот · Кенія                                                                                  | 3.29,01     | Джош Керр · Велика Британія                                           | 3.29,05 PB  |
| 5000 метрів               | Джошуа Чептегеї · Уганда | 12.58,15      | Мохаммед Ахмед · Канада                                                                                 | 12.58,61    | Пол Челімо · США                                                      | 12.59,05 SB |
| 10000 метрів              | Селемон Барега · Ефіопія | 27.43,22      | Джошуа Чептегеї · Уганда                                                                                | 27.43,63 SB | Джейкоб Кіплімо · Уганда                                              | 27.43,88    |
| 110 метрів з бар'єрами    | Генсл Парчмент · Ямайка | 13,04 SB      | Грант Голловей · США                                                                                    | 13,09       | Рональд Леві · Ямайка                                                 | 13,10       |
| 400 метрів з бар'єрами    | Карстен Варгольм · Норвегія | 45,94 WR OR   | Рай Бенджамін · США                                                                                     | 46,17 AR    | Алісон дус Сантус · Бразилія                                          | 46,72 AR    |
| 3000 метрів з перешкодами | Суф'ян ель Баккалі · Марокко | 8.08,90       | Ламеча Гірма · Ефіопія                                                                                  | 8.10,38     | Бенджамін Кіген · Кенія                                               | 8.11,45     |
| 4×100 метрів [a]          | Італія · Лоренцо Патта · Марселл Джейкобс · Фаусто Десалу · Філіппо Торту                                                               | 37,50 NR      | Канада · Аарон Браун · Джером Блейк · Брендон Родні · Андре де Грассе                                   | 37,70 SB    | Китай · Тан Сінцян · Се Чженьє · Су Бінтянь · У Чжицян                | 37,79 NR    |
| 4×400 метрів              | США · Майкл Черрі · Майкл Норман · Брайс Дедмон · Рай Бенджамін · Вернон Норвуд (забіг) · Рендольф Росс (забіг) · Тревор Стюарт (забіг) | 2.55,70 SB    | Нідерланди · Терренс Агард · Ремсі Анджела · Лімарвін Боневасія · Тоні ван Діпен · Йохем Доббер (забіг) | 2.57,18 NR  | Ботсвана · Айзек Маквала · Баболокі Тебе · Зібане Нгозі · Баяпо Ндорі | 2.57,27 AR  |
|                           | |               | |             |                                                                       |             |
| Марафон                   | Еліуд Кіпчоґе · Кенія | 2:08.38       | Абді Нагеє · Нідерланди                                                                                 | 2:09.58     | Башир Абді · Бельгія                                                  | 2:10.00     |
| Ходьба 20 кілометрів      | Массімо Стано · Італія | 1:21.05       | Ікеда Кокі · Японія                                                                                     | 1:21.14     | Яманісі Тосікадзу · Японія                                            | 1:21.28     |
| Ходьба 50 кілометрів      | Давід Томаля · Польща | 3:50.08       | Йонатан Гільберт · Німеччина                                                                            | 3:50.44     | Еван Данфі · Канада                                                   | 3:50.59 SB  |
|                           | |               | |             |                                                                       |             |
| Стрибки у висоту          | Мутаз Есса Баршим · Катар Джанмарко Тамбері · Італія                                                                                    | 2,37 SB       | не вручалась                                                                                            |             | Максим Недосеков · Білорусь                                           | 2,37 NR     |
| Стрибки з жердиною        | Арман Дюплантіс · Швеція | 6,02          | Крістофер Нільсен · США                                                                                 | 5,97 PB     | Тьягу Брас да Сілва · Бразилія                                        | 5,87 SB     |
| Стрибки у довжину         | Мільтіадіс Тентоглу · Греція | 8,41          | Хуан Мігель Ечеваррія · Куба                                                                            | 8,41        | Майкель Массо · Куба                                                  | 8,21        |
| Потрійний стрибок         | Педро Пічардо · Португалія | 17,98 NR      | Чжу Ямін · Китай                                                                                        | 17,57 PB    | Уг Фабріс Занго · Буркіна-Фасо                                        | 17,47       |
| Штовхання ядра            | Раян Кроузер · США | 23,30 OR      | Джо Ковач · США                                                                                         | 22,65       | Томас Волш · Нова Зеландія                                            | 22,47 SB    |
| Метання диска             | Данієль Штоль · Швеція | 68,90         | Сімон Петтерссон · Швеція                                                                               | 67,39       | Лукас Вайсгайдінгер · Австрія                                         | 67,07       |
| Метання молота            | Войцех Новицький · Польща | 82,52 PB      | Ейвін Генріксен · Норвегія                                                                              | 81,58 NR    | Павел Файдек · Польща                                                 | 81,53       |
| Метання списа             | Нірадж Чопра · Індія | 87,58         | Якуб Вадлейх · Чехія                                                                                    | 86,67 SB    | Вітеслав Веселий · Чехія                                              | 85,44 SB    |
|                           | |               | |             |                                                                       |             |
| Десятиборство             | Даміан Ворнер · Канада | 9018 OR NR    | Кевін Маєр · Франція                                                                                    | 8726 SB     | Ешлі Молоні · Австралія                                               | 8649 AR     |

a  По закінченні Ігор, член британської естафетної команди Чиджинду Уджа був відсторонений від змагань за підозрою у порушенні антидопінгових правил внаслідок виявлення в його крові забороненого препарату. 18 лютого 2022 Міжнародний спортивний трибунал підтвердив порушення спортсмена, внаслідок чого британські спринтери були позбавлені срібних нагород.
Внаслідок дискваліфікації срібні медалі були перерозподілені на користь канадського естафетного квартета, а бронзові — вручені китайським спринтерам, які на фініші забігу були третіми та четвертими відповідно.

### Жінки
| Дисципліни                | Золото | Золото      | Срібло | Срібло      | Бронза | Бронза     |
| ------------------------- | --- | ----------- | --- | ----------- | --- | ---------- |
| 100 метрів                | Елейн Томпсон-Гера · Ямайка | 10,61 OR    | Шеллі-Енн Фрейзер-Прайс · Ямайка                                                                                            | 10,74       | Шеріка Джексон · Ямайка | 10,76 PB   |
| 200 метрів                | Елейн Томпсон-Гера · Ямайка | 21,53 NR    | Крістін Мбома · Намібія | 21,81 WU20R | Габрієль Томас · США | 21,87      |
| 400 метрів                | Шона Міллер-Уйбо · Багамські Острови | 48,36 AR    | Марілейді Пауліно · Домініканська Республіка                                                                                | 49,20 NR    | Еллісон Фелікс · США | 49,46 SB   |
| 800 метрів                | Атінг Му · США | 1.55,21 NR  | Кілі Годжкінсон · Велика Британія                                                                                           | 1.55,88 NR  | Ревін Роджерс · США | 1.56,81 PB |
| 1500 метрів               | Фейт Кіп'єгон · Кенія | 3.53,11 OR  | Лора М'юр · Велика Британія                                                                                                 | 3.54,50 NR  | Сіфан Гассан · Нідерланди | 3.55,86    |
| 5000 метрів               | Сіфан Гассан · Нідерланди | 14.36,79    | Геллен Обірі · Кенія | 14.38,36    | Гудаф Цегай · Ефіопія | 14.38,87   |
| 10000 метрів              | Сіфан Гассан · Нідерланди | 29.55,32    | Калькідан Гезахеньє · Бахрейн                                                                                               | 29.56,18    | Летесенбет Гідей · Ефіопія | 30.01,72   |
| 100 метрів з бар'єрами    | Ясмін Камачо-Квінн · Пуерто-Рико | 12,37       | Кендра Гаррісон · США | 12,52       | Меган Таппер · Ямайка | 12,55      |
| 400 метрів з бар'єрами    | Сідні Мак-Лафлін · США | 51,46 WR OR | Далайла Мухаммад · США | 51,58 PB    | Фемке Бол · Нідерланди | 52,03 AR   |
| 3000 метрів з перешкодами | Перут Чемутаї · Уганда | 9.01,45 NR  | Кортні Фрерікс · США | 9.04,79 SB  | Гівін Кієнг · Кенія | 9.05,39    |
| 4×100 метрів              | Ямайка · Бріана Вільямс · Елейн Томпсон-Гера · Шеллі-Енн Фрейзер-Прайс · Шеріка Джексон · Наташа Моррісон (забіг) · Ремона Берчелл (забіг)                            | 41,02 NR    | США · Джав'ян Олівер · Тіна Деніелс · Дженна Прандіні · Габрієль Томас · Інгліш Гарднер (забіг) · Алея Гоббс (забіг)        | 41,45 SB    | Велика Британія · Аша Філіп · Імані Лансіквот · Діна Ашер-Сміт · Дерілл Нейта                                                           | 41,88      |
| 4×400 метрів              | США · Сідні Мак-Лафлін · Еллісон Фелікс · Далайла Мухаммад · Атінг Му · Кендалл Елліс (забіг) · Лінна Ірбі (забіг) · Вейдлайн Джонатас (забіг) · Кайлін Вітні (забіг) | 3.16,85 SB  | Польща · Наталя Качмарек · Іга Баумгарт-Вітан · Малгожата Голуб-Ковалик · Юстина Швенти-Ерсетиц · Анна Келбасинська (забіг) | 3.20,53 NR  | Ямайка · Ронейша Мак-Грегор · Дженів Расселл · Шеріка Джексон · Кендіс Мак-Леод · Джунелл Бромфілд (забіг) · Стейсі Енн Вільямс (забіг) | 3.21,24 SB |
|                           | |             | |             | |            |
| Марафон                   | Перес Джепчірчір · Кенія | 2:27.20     | Бріджід Косгеї · Кенія | 2:27.26     | Моллі Сейдел · США | 2:27.36    |
| Ходьба 20 кілометрів      | Антонелла Пальмізано · Італія | 1:29.12     | Сандра Аренас · Колумбія | 1:29.37     | Лю Хун · Китай | 1:29.57    |
|                           | |             | |             | |            |
| Стрибки у висоту          | Марія Ласіцкене · Олімпійський комітет Росії | 2,04 SB     | Нікола Мак-Дермотт · Австралія                                                                                              | 2,02 AR     | Ярослава Магучіх · Україна | 2,00       |
| Стрибки з жердиною        | Кеті Наджеотт · США | 4,90        | Анжеліка Сидорова · Олімпійський комітет Росії                                                                              | 4,85        | Голлі Бредшоу · Велика Британія | 4,85       |
| Стрибки у довжину         | Малайка Мігамбо · Німеччина | 7,00 SB     | Бріттні Різ · США | 6,97        | Есе Бруме · Нігерія | 6,97       |
| Потрійний стрибок         | Юлімар Рохас · Венесуела | 15,67 WR OR | Патрісія Мамона · Португалія                                                                                                | 15,01 NR    | Ана Пелетейро · Іспанія | 14,87 NR   |
| Штовхання ядра            | Ґун Ліцзяо · Китай | 20,58 PB    | Рейвен Сондерс · США | 19,79       | Валері Адамс · Нова Зеландія | 19,62      |
| Метання диска             | Валарі Олман · США | 68,98       | Крістін Пуденц · Німеччина                                                                                                  | 66,86 PB    | Яйме Перес · Куба | 65,72      |
| Метання молота            | Аніта Влодарчик · Польща | 78,48 SB    | Ван Чжен · Китай | 77,03 SB    | Мальвіна Копрон · Польща | 75,49 SB   |
| Метання списа             | Лю Шиїн · Китай | 66,34 SB    | Марія Андрейчик · Польща | 64,61       | Келсі-Лі Барбер · Австралія | 64,56 SB   |
|                           | |             | |             | |            |
| Семиборство               | Нафіссату Тіам · Бельгія | 6791 SB     | Анук Веттер · Нідерланди | 6689 NR     | Емма Остервегел · Нідерланди | 6590 PB    |

### Змішана дисципліна
| Дисципліна   | Золото | Золото        | Срібло | Срібло     | Бронза | Бронза     |
| ------------ | --- | ------------- | --- | ---------- | --- | ---------- |
| 4×400 метрів | Польща · Кароль Залевський · Наталя Качмарек · Юстина Швенти-Ерсетиц · Каєтан Душинський · Даріуш Ковалюк (забіг) · Іга Баумгарт-Вітан (забіг) · Малгожата Голуб-Ковалик (забіг) | 3.09,87 OR AR | Домініканська Республіка · Лідіо Андрес Феліс · Марілейді Пауліно · Анабель Медіна Вентура · Алехандер Огандо · Лугелін Сантос (забіг) | 3.10,21 NR | США · Тревор Стюарт · Кендалл Елліс · Кайлін Вітні · Вернон Норвуд · Елайджа Годвін (забіг) · Лінна Ірбі (забіг) · Тейлор Менсон (забіг) · Брайс Дедмон (забіг) | 3.10,22 SB |

## Рекорди
У межах легкоатлетичної програми Ігор в Токіо було встановлено:
- три світових рекорди
- 12 олімпійських рекордів
- 28 континентальних рекордів
- 145 національних рекордів

## Медальний залік
| Місце               | Країна                     | Золото | Срібло | Бронза | Загалом |
| ------------------- | -------------------------- | ------ | ------ | ------ | ------- |
| 1                   | США                        | 7      | 12     | 7      | 26      |
| 2                   | Італія                     | 5      | 0      | 0      | 5       |
| 3                   | Кенія                      | 4      | 4      | 2      | 10      |
| 4                   | Польща                     | 4      | 2      | 3      | 9       |
| 5                   | Ямайка                     | 4      | 1      | 4      | 9       |
| 6                   | Нідерланди                 | 2      | 3      | 3      | 8       |
| 7                   | Канада                     | 2      | 2      | 2      | 6       |
| 7                   | Китай                      | 2      | 2      | 2      | 6       |
| 9                   | Уганда                     | 2      | 1      | 1      | 4       |
| 10                  | Норвегія                   | 2      | 1      | 0      | 3       |
| 10                  | Швеція                     | 2      | 1      | 0      | 3       |
| 12                  | Багамські Острови          | 2      | 0      | 0      | 2       |
| 13                  | Німеччина                  | 1      | 2      | 0      | 3       |
| 14                  | Ефіопія                    | 1      | 1      | 2      | 4       |
| 15                  | Олімпійський комітет Росії | 1      | 1      | 0      | 2       |
| 15                  | Португалія                 | 1      | 1      | 0      | 2       |
| 17                  | Бельгія                    | 1      | 0      | 1      | 2       |
| 18                  | Індія                      | 1      | 0      | 0      | 1       |
| 18                  | Пуерто-Рико                | 1      | 0      | 0      | 1       |
| 18                  | Катар                      | 1      | 0      | 0      | 1       |
| 18                  | Венесуела                  | 1      | 0      | 0      | 1       |
| 18                  | Марокко                    | 1      | 0      | 0      | 1       |
| 18                  | Греція                     | 1      | 0      | 0      | 1       |
| 24                  | Велика Британія            | 0      | 2      | 3      | 5       |
| 25                  | Колумбія                   | 0      | 2      | 0      | 2       |
| 25                  | Домініканська Республіка   | 0      | 2      | 0      | 2       |
| 27                  | Австралія                  | 0      | 1      | 2      | 3       |
| 27                  | Куба                       | 0      | 1      | 2      | 3       |
| 29                  | Чехія                      | 0      | 1      | 1      | 2       |
| 29                  | Японія                     | 0      | 1      | 1      | 2       |
| 31                  | Намібія                    | 0      | 1      | 0      | 1       |
| 31                  | Бахрейн                    | 0      | 1      | 0      | 1       |
| 31                  | Франція                    | 0      | 1      | 0      | 1       |
| 34                  | Бразилія                   | 0      | 0      | 2      | 2       |
| 34                  | Нова Зеландія              | 0      | 0      | 2      | 2       |
| 36                  | Ботсвана                   | 0      | 0      | 1      | 1       |
| 36                  | Буркіна-Фасо               | 0      | 0      | 1      | 1       |
| 36                  | Білорусь                   | 0      | 0      | 1      | 1       |
| 36                  | Гренада                    | 0      | 0      | 1      | 1       |
| 36                  | Іспанія                    | 0      | 0      | 1      | 1       |
| 36                  | Україна                    | 0      | 0      | 1      | 1       |
| 36                  | Нігерія                    | 0      | 0      | 1      | 1       |
| 36                  | Австрія                    | 0      | 0      | 1      | 1       |
| Загалом (43 збірні) | Загалом (43 збірні)        | 49     | 47     | 48     | 144     |

## Командний залік
Для визначення командного заліку першим восьми місцям у фіналах присвоювалися очки: від 8 очок за перше місце до 1 очка за восьме місце.
| Місце | Країна                          | 1 | 2  | 3 | 4 | 5 | 6 | 7 | 8 | Очки |
| ----- | ------------------------------- | - | -- | - | - | - | - | - | - | ---- |
| 1     | США                             | 7 | 12 | 7 | 6 | 5 | 5 | 7 | 3 | 263  |
| 2     | Ямайка                          | 4 | 1  | 4 | 4 | 2 | 2 | 3 | 3 | 106  |
| 3     | Кенія                           | 4 | 4  | 2 | 5 | 0 | 1 | 2 | 0 | 104  |
| 4     | Польща                          | 4 | 2  | 3 | 0 | 1 | 1 | 1 | 1 | 74   |
| 5     | Канада                          | 2 | 2  | 2 | 1 | 3 | 3 | 1 | 1 | 71   |
| 6     | Нідерланди                      | 2 | 3  | 3 | 1 | 1 | 1 | 0 | 1 | 68   |
| 7     | Китай                           | 2 | 2  | 2 | 0 | 3 | 2 | 3 | 3 | 68   |
| 8     | Ефіопія                         | 1 | 1  | 2 | 5 | 1 | 2 | 0 | 2 | 64   |
| 9     | Велика Британія                 | 0 | 2  | 3 | 1 | 1 | 3 | 3 | 2 | 58   |
| 10    | Австралія                       | 0 | 1  | 2 | 2 | 2 | 3 | 2 | 2 | 52   |
| 11    | Німеччина                       | 1 | 2  | 0 | 1 | 3 | 2 | 1 | 3 | 50   |
| 12    | Італія                          | 5 | 0  | 0 | 0 | 1 | 0 | 2 | 2 | 50   |
| 13    | Іспанія                         | 0 | 0  | 1 | 4 | 3 | 2 | 0 | 1 | 45   |
| 14    | Уганда                          | 2 | 1  | 1 | 0 | 1 | 0 | 1 | 0 | 35   |
| 15    | Україна                         | 0 | 0  | 1 | 2 | 3 | 1 | 0 | 1 | 31   |
| 16    | Бельгія                         | 1 | 0  | 1 | 2 | 1 | 0 | 1 | 0 | 30   |
| 17    | Португалія                      | 1 | 1  | 0 | 1 | 2 | 0 | 0 | 0 | 28   |
| 18    | Японія                          | 0 | 1  | 1 | 0 | 0 | 3 | 2 | 2 | 28   |
| 18    | Швеція                          | 2 | 1  | 0 | 0 | 0 | 0 | 2 | 0 | 27   |
| 19    | Франція                         | 0 | 1  | 0 | 1 | 2 | 0 | 2 | 2 | 26   |
| 21    | Куба                            | 0 | 1  | 2 | 0 | 1 | 0 | 0 | 2 | 24   |
| 22    | Норвегія                        | 2 | 1  | 0 | 0 | 0 | 0 | 0 | 0 | 23   |
| 23    | Багамські Острови               | 2 | 0  | 0 | 0 | 0 | 1 | 0 | 1 | 20   |
| 24    | Олімпійський комітет Росії      | 1 | 1  | 0 | 0 | 0 | 1 | 0 | 2 | 20   |
| 25    | Греція                          | 1 | 0  | 0 | 2 | 0 | 0 | 0 | 2 | 19   |
| 26    | Бразилія                        | 0 | 0  | 2 | 1 | 0 | 0 | 0 | 0 | 17   |
| 27    | Колумбія                        | 0 | 2  | 0 | 0 | 0 | 0 | 1 | 0 | 16   |
| 28    | Нова Зеландія                   | 0 | 0  | 2 | 0 | 0 | 1 | 0 | 0 | 15   |
| 29    | Домініканська Республіка        | 0 | 2  | 0 | 0 | 0 | 0 | 0 | 0 | 14   |
| 30    | Швейцарія                       | 0 | 0  | 0 | 1 | 1 | 1 | 1 | 0 | 14   |
| 31    | Бельгія                         | 0 | 0  | 1 | 0 | 1 | 1 | 0 | 1 | 13   |
| 32    | Чехія                           | 0 | 1  | 1 | 0 | 0 | 0 | 0 | 0 | 13   |
| 33    | Бахрейн                         | 0 | 1  | 0 | 0 | 0 | 1 | 1 | 0 | 12   |
| 34    | Туреччина                       | 0 | 0  | 0 | 1 | 0 | 2 | 0 | 1 | 12   |
| 35    | Катар                           | 1 | 0  | 0 | 0 | 1 | 0 | 0 | 0 | 12   |
| 36    | Індія                           | 1 | 0  | 0 | 0 | 0 | 1 | 0 | 0 | 11   |
| 37    | Нігерія                         | 0 | 0  | 1 | 1 | 0 | 0 | 0 | 0 | 11   |
| 38    | Намібія                         | 0 | 1  | 0 | 0 | 0 | 1 | 0 | 0 | 10   |
| 39    | Словенія                        | 0 | 0  | 0 | 0 | 2 | 1 | 0 | 0 | 10   |
| 40    | Ботсвана                        | 0 | 0  | 1 | 0 | 0 | 0 | 1 | 1 | 9    |
| 41    | Кот-д'Івуар                     | 0 | 0  | 0 | 1 | 1 | 0 | 0 | 0 | 9    |
| 42    | Венесуела                       | 1 | 0  | 0 | 0 | 0 | 0 | 0 | 1 | 8    |
| 43    | Марокко                         | 1 | 0  | 0 | 0 | 0 | 0 | 0 | 0 | 8    |
| 43    | Пуерто-Рико                     | 1 | 0  | 0 | 0 | 0 | 0 | 0 | 0 | 8    |
| 45    | Гренада                         | 0 | 0  | 1 | 0 | 0 | 0 | 1 | 0 | 8    |
| 46    | Південно-Африканська Республіка | 0 | 0  | 0 | 1 | 0 | 1 | 0 | 0 | 8    |
| 47    | Австрія                         | 0 | 0  | 1 | 0 | 0 | 0 | 0 | 1 | 7    |
| 48    | Сербія                          | 0 | 0  | 0 | 1 | 0 | 0 | 1 | 0 | 7    |
| 49    | Буркіна-Фасо                    | 0 | 0  | 1 | 0 | 0 | 0 | 0 | 0 | 6    |
| 50    | Хорватія                        | 0 | 0  | 0 | 1 | 0 | 0 | 0 | 0 | 5    |
| 50    | Британські Віргінські Острови   | 0 | 0  | 0 | 1 | 0 | 0 | 0 | 0 | 5    |
| 50    | Південна Корея                  | 0 | 0  | 0 | 1 | 0 | 0 | 0 | 0 | 5    |
| 53    | Фінляндія                       | 0 | 0  | 0 | 0 | 1 | 0 | 0 | 2 | 5    |
| 54    | Литва                           | 0 | 0  | 0 | 0 | 0 | 1 | 1 | 0 | 5    |
| 55    | Алжир                           | 0 | 0  | 0 | 0 | 1 | 0 | 0 | 0 | 4    |
| 55    | Бурунді                         | 0 | 0  | 0 | 0 | 1 | 0 | 0 | 0 | 4    |
| 55    | Еритрея                         | 0 | 0  | 0 | 0 | 1 | 0 | 0 | 0 | 4    |
| 55    | Ліберія                         | 0 | 0  | 0 | 0 | 1 | 0 | 0 | 0 | 4    |
| 55    | Мексика                         | 0 | 0  | 0 | 0 | 1 | 0 | 0 | 0 | 4    |
| 55    | Пакистан                        | 0 | 0  | 0 | 0 | 1 | 0 | 0 | 0 | 4    |
| 61    | Боснія і Герцеговина            | 0 | 0  | 0 | 0 | 0 | 1 | 0 | 0 | 3    |
| 61    | Ізраїль                         | 0 | 0  | 0 | 0 | 0 | 1 | 0 | 0 | 3    |
| 61    | Румунія                         | 0 | 0  | 0 | 0 | 0 | 1 | 0 | 0 | 3    |
| 64    | Узбекистан                      | 0 | 0  | 0 | 0 | 0 | 1 | 0 | 0 | 2    |
| 65    | Естонія                         | 0 | 0  | 0 | 0 | 0 | 0 | 1 | 0 | 2    |
| 65    | Молдова                         | 0 | 0  | 0 | 0 | 0 | 0 | 1 | 0 | 2    |
| 65    | Панама                          | 0 | 0  | 0 | 0 | 0 | 0 | 1 | 0 | 2    |
| 68    | Танзанія                        | 0 | 0  | 0 | 0 | 0 | 0 | 1 | 0 | 2    |
| 69    | Тринідад і Тобаго               | 0 | 0  | 0 | 0 | 0 | 0 | 0 | 2 | 2    |
| 70    | Єгипет                          | 0 | 0  | 0 | 0 | 0 | 0 | 0 | 1 | 1    |
| 70    | Ірландія                        | 0 | 0  | 0 | 0 | 0 | 0 | 0 | 1 | 1    |